# Podgrađe (Benkovac)
Podgrađe falu Horvátországban Zára megyében. Közigazgatásilag Benkovachoz tartozik.

## Fekvése
Zárától légvonalban 37, közúton 51 km-re délkeletre, községközpontjától 5 km-re délkeletre Dalmácia északi részén, Ravni kotari és Bukovica határán fekszik.

## Története
A régészeti leletek tanúsága szerint a falu területe már a római korban is lakott volt. Itt haladt át a Jaderból (Zára) Burnumba vezető római út. A falutól 1 km-re délre az ókori út feletti magaslaton találhatók e vidék legjelentősebb ókori erődített településének Asseriának romjai. Asseriát még a rómaiak előtt az illírek egyik törzse a liburnok építették az i. e. 4. vagy az 5. században. A rómaiak az i. e. 2. század közepén szállták meg ezt a vidéket és az itt talált erődített településeket átvéve tovább erősítették. Asseria fejlettsége a legjelentősebb római városokéval vetekedett. Központját a fórum képezte, ahol a középületek álltak, és az itt élt mintegy két-háromezer lakos kényelmét vízvezeték szolgálta. Asseria a birodalom bukása után is lakott maradt. Utolsó építményei a 6. században épültek. A folyamatos hitéletet az ókortól máig fennmaradt kis Szentlélek templom igazolja. A török kiűzése után a 17. század végén horvát lakosság telepedett le a területén, akik a templomot is újjáépítették. A falu 1797-ig a Velencei Köztársaság része volt. Miután a francia seregek felszámolták a Velencei Köztársaságot és a campo formiói béke értelmében osztrák csapatok szállták meg. 1806-ban a pozsonyi béke alapján a Francia Császárság Illír Tartományának része lett. 1815-ben a bécsi kongresszus újra Ausztriának adta, amely a Dalmát Királyság részeként Zárából igazgatta 1918-ig. A településnek 1857-ben 102, 1910-ben 94 lakosa volt. Az első világháború után előbb a Szerb-Horvát-Szlovén Királyság, majd Jugoszlávia része lett. A második világháború idején 1941-ben a szomszédos településekkel együtt Olaszország fennhatósága alá került. Az 1943. szeptemberi olasz kapituláció után visszatért Horvátországhoz, majd újra Jugoszlávia része lett. 1991-ben lakosságának 99 százaléka horvát nemzetiségű volt. Még ez évben szerb szabadcsapatok és a JNA katonái szállták meg, katolikus templomát lerombolták. Lakossága elmenekült. 1995 augusztusában a Vihar hadművelet során foglalta vissza a horvát hadsereg. A háború után lakói nagyrészt visszatértek, templomukat újjáépítették. 2011-ben 87 lakosa volt, akik főként mezőgazdasággal és állattartással foglalkoztak.

## Lakosság
| Lakosság változása | Lakosság változása | Lakosság változása | Lakosság változása | Lakosság változása | Lakosság változása | Lakosság változása | Lakosság változása | Lakosság változása | Lakosság változása | Lakosság változása | Lakosság változása | Lakosság változása | Lakosság változása | Lakosság változása | Lakosság változása |
| ------------------ | ------------------ | ------------------ | ------------------ | ------------------ | ------------------ | ------------------ | ------------------ | ------------------ | ------------------ | ------------------ | ------------------ | ------------------ | ------------------ | ------------------ | ------------------ |
| 1857               | 1869               | 1880               | 1890               | 1900               | 1910               | 1921               | 1931               | 1948               | 1953               | 1961               | 1971               | 1981               | 1991               | 2001               | 2011               |
| 102                | 0                  | 58                 | 59                 | 65                 | 94                 | 0                  | 0                  | 134                | 143                | 153                | 145                | 143                | 141                | 106                | 87                 |

## Nevezetességei
- Benkovac környékének turisztikailag leglátványosabb helye kétségkívül a várostól 6-7 kilométerre Podgrađe falu mellett található liburn-római erődített település Asseria romjai.[4] A romokról a 18. század végén a velencei utazó Alberto Fortis számolt be először, aki akkor lelkesedésében el is határozta, hogy majd egyszer ásatni visszatér a területre. Ezt követően a 19. század végén 1898-ban érkeztek ide bécsi régészek és ők végezték az első szakszerű ásatásokat. Ezek eredményeiről, a feltárt romokról a 20. század elején írt az ide látogató ismert költő és utazó Ante Tresić Pavičić.[5] A rendszeres régészeti feltárások 1998-tól folynak a területen számos lelettel az itt élt emberek életéről. Már néhány perces séta után is meggyőződhetünk ennek a városnak az egykori jelentőségéről, mely a Jaderból és Nedinumból Varvaria és Burnum felé vezető út feletti magaslaton feküdt. A falak még romjaikban is hatalmasak, szélességük helyenként eléri a három métert. Könnyű megkülönböztetni a rómaiak durva, de szabályosan megmunkált köveit a késő ókori zavaros időszakban az itt élő nép által rakott kövekből épített falaktól, melyek alacsonyabbak és durvábban megmunkáltak voltak. A 2. század elején Asserián keresztül vonultak Traianus római császár seregei a Dacia elleni hadjáratra. Ennek az eseménynek az emlékére a város egyik bejáratánál diadalívet építettek.[5] Az itt lakók mindennapi életéről tanúskodik az akvadukt, amely a közeli Lisičićből szállította a vizet, valamint a fórum, ahol a fontosabb középületek álltak. A római szobrászat fejlettségéről mesél az a számos és különféle feliratos sírkőlap is amelyeket itt találtak. A sírköveken kívül a romok közül különféle épületelemek és szobrok töredékei. Közülük a legérdekesebb egy nagy kőoltár, amely építőanyagként volt beépítve egy később épített falba. A négyszögletes oltár valószínűleg az egykori fórumon állt, a szélesebb oldalán a capitoliumi farkas és a kis Romulus és Remus ábrázolása, a szűkebb oldalon áldozati bika és libatio (italáldozat) látható. Az oltár több más értékes lelettel együtt a benkovaci városi múzeumban látható.[5] Mire a szlávok megérkeztek Dalmáciába Asseria fénye már a múlté volt. Az itteni folyamatos élet egyetlen jele a kis Szentlélek templom, mely a késő ókortól napjainkig őrizte a keresztény hitet ezen a helyen. Ma az egész terület szépen rendezett, ahol a turistákat útbaigazító táblák tájékoztatják.

- A Szentlélek templomot[6] mai formájában a török kiűzése után építették. Eredetileg egyhajós késő román stílusú templom volt, félköríves apszissal, amelyet Szent Pálnak szenteltek. Homlokzatával ehy ókeresztény mauzóleumnak támaszkodott. 1687 után alaposan átépítették, 1898-ban a román stílusú apszist lebontották és sekrestyét építettek. 1991-ben a szerbek földig rombolták. Az újjáépített templomot 2001-ben szentelte fel Ivan Mustać általános érseki helynök. Ma egy hosszúkás, egyhajós épület, a téglalap alakú sekrestye a keleti oldalon lévő térbe nyúlik. A homlokzat egyszerű, négyszögletes ajtóval, az oromzat közepén kereszt alakú nyílással és karcsú harangtoronnyal rendelkezik.